# 張瓛 (成化進士)
張瓛（1441年—？），字敬修，直隸揚州府泰州人，明朝政治人物。同進士出身。

## 生平
成化元年（1465年）舉乙酉科應天府鄉試第三十四名。成化二年（1466年）聯捷丙戌科會試第五十七名，殿試登進士第三甲第一百八十名。

## 家族
曾祖張遜之。祖父張原善。父亲張敏學。